# Калхун Фолс (Јужна Каролина)
Калхун Фолс (енгл. Calhoun Falls) град је у америчкој савезној држави Јужна Каролина.

## Демографија
По попису из 2010. године број становника је 2.004, што је 299 (-13,0%) становника мање него 2000. године.
| Група             | 2000.         | 2010.         |
| Белци             | 1.026 (44,6%) | 867 (43,3%)   |
| Афроамериканци    | 1.213 (52,7%) | 1.065 (53,1%) |
| Азијати           | 2 (0,1%)      | 0 (0,0%)      |
| Хиспаноамериканци | 40 (1,7%)     | 25 (1,2%)     |
| Укупно            | 2.303         | 2.004         |